# Domhnall Clarach Ó Néill
Domhnall Clarach Ó Néill (mort le 6 août 1509), anglicisé en  Donnell O'Neill, est roi Tir Éogain de 1498 à 1509.   

## Biographie
Domnall mac Enri est un membre de la dynastie Uí Néill, la principale famille gaélique d'Irlande. Il vécut à la fin de l'époque des Plantagenêts et au début de l’ère des Tudor dans ce qui est l'actuel comté de Tyrone. Domnall Clarach est le 5e des 8 fils de Énri mac Eóghain, et le demi frère de son prédécesseur Enri Óg mac Énri.  
Il succède comme chef des Uí Néill à son frère Énri Óg  mac Énri, c'est-à-dire « Henri junior », fils de Henri, fils d'Eogan, qui est tué cette même année, à Tuath-Echadha, dans la demeure de leur parent Art, fils d'Aedh, fils d'Eogan Uí Néill, par deux fils de son frère et prédécesseur Conn Mór O'Neill, fils de Énri, fils d'Eogan: Toirdelbach (mort en 1501) et Conn. Ses deux neveux  vengent ainsi leur père assassiné par trahison par son frère, cinq ans auparavant. Domnall occupe cette fonction jusqu'à sa mort en 1509. L'importance décisive de l'appui du Lord Deputy d'Irlande.   
Gerald FitzGerald, 8e comte de Kildare lors de son élection comme  Ua Néill ou O'Neill, chef de la famille, démontre l’influence croissante de la Couronne d’Angleterre sur la société gaélique. Il laisse un fils Aed († 1535) mais il  comme successeur son cousin Art mac Aodha.

## Sources
- (en)  Ellis, Steven G. Ireland in the Age of the Tudors, 1447-1603. Longman, 1998.
- (en) Annales d'Ulster sur CELT: Corpus of Electronic Texts at University College Cork